# 1142 Aetolia
1142 Aetolia este un asteroid din centura principală, descoperit pe 24 ianuarie 1930, de Karl Reinmuth.